# Lepus fagani
Lepus fagani är en däggdjursart som beskrevs av Thomas 1903. Lepus fagani ingår i släktet harar, och familjen harar och kaniner. IUCN kategoriserar arten globalt som otillräckligt studerad. Inga underarter finns listade i Catalogue of Life.
Denna hare blir med svans 45 till 54 cm lång. Svanslängden är 5,0 till 8,2 cm, bakfötterna är 9 till 11 cm långa och öronen är 8,1 till 9,5 cm stora. Den täta och delvis styva pälsen har på ovansidan en brun färg, ibland med ljusare skuggor. Bröstet är mera gråaktig och buken är vit. På den ljusbruna eller vita svansen finns en bredare svart strimma.
Artens avgränsning mot andra harar som förekommer i Afrika (t.ex. Savannhare eller Abessinsk hare) är inte helt klarlagd.
Lepus fagani förekommer i Etiopiens högland mellan 500 och 2500 meter över havet därav kallad etiopisk hare. Det är inte helt klarlagt vilket habitat arten föredrar. Den hittades i stäpper och andra gräsmarker samt på skogsgläntor med gräs.